# جهان‌تیغ (هیرمند)
جهانتیغ یک روستا در ایران است که در استان سیستان و بلوچستان واقع شده‌است. جهانتیغ ۸۲۶ نفر جمعیت دارد.